# Gonogenia
Gonogenia is een geslacht van kevers uit de familie van de loopkevers (Carabidae). De wetenschappelijke naam van het geslacht is voor het eerst geldig gepubliceerd in 1844 door Chaudoir.

## Soorten
Het geslacht Gonogenia omvat de volgende soorten:
- Gonogenia atrata (Boheman, 1848)
- Gonogenia endroedyi Basilewsky, 1980
- Gonogenia immerita (Boheman, 1860)
- Gonogenia oxygona (Chaudoir, 1844)
- Gonogenia rugosopunctata (Thunberg, 1806)
- Gonogenia spinipennis (Chaudoir, 1850)
- Gonogenia tabida (Fabricius, 1793)